# Wilfleinsdorf
Wilfleinsdorf ist eine Ortschaft und eine Katastralgemeinde der Stadtgemeinde Bruck an der Leitha im Bezirk Bruck an der Leitha in Niederösterreich. Die Ortschaft hat 1159 Einwohner (Stand 1. Jänner 2024).

## Geografie
Das Dorf befindet sich unmittelbar an der Leitha und ist von der Budapester Straße leicht erreichbar. Im Süden liegen der Truppenübungsplatz Bruckneudorf und der Königshof.

## Geschichte
Die erstmalige Erwähnung des Ortes fällt in das Jahr 1140.
Laut Adressbuch von Österreich waren im Jahr 1938 in der Ortsgemeinde Wilfleinsdorf drei Bäcker, ein Fleischer, zwei Friseure, zwei Fuhrwerker, vier Gastwirte, vier Gemischtwarenhändler, zwei Landesproduktehändler, ein Sattler, zwei Schmiede, zwei Schneider und drei Schneiderinnen, zwei Schuster, ein Viehhändler, ein Wagner und einige Landwirte ansässig.
Am 1. Jänner 1971 wurde Wilfleinsdorf nach Bruck an der Leitha eingemeindet.

## Kultur und Sehenswürdigkeiten
- Katholische Pfarrkirche Wilfleinsdorf hl. Peter und Paul
- Figurenbildstock Pietà
- Figur hl. Johannes von Nepomuk
- Tabernakelpfeiler